# 勒米 (埃纳省)
勒米（法語：Remies，法語發音：[ʁəmi]）是法国上法蘭西大區埃纳省的一个市镇，属于拉昂区。

## 地理
勒米（49°40'44"N, 3°31'13"E）面积8.98 平方千米，位于法国上法蘭西大區埃纳省，该省份为法国北部内陆省份，北起北部省，西接索姆省和瓦兹省，东临阿登省和马恩省，西南至塞纳-马恩省，东北部与比利时接壤。
与勒米接壤的市镇（或旧市镇、城区）包括：塞尔河畔阿西斯、库夫龙和欧芒库尔、梅布勒库尔-里什库尔、蒙索莱勒、努维永和卡蒂永。

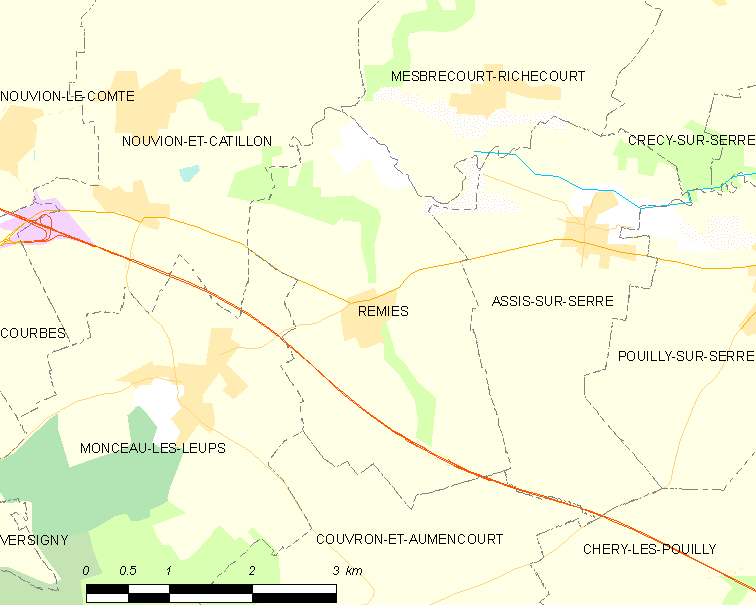
的OSM定位图

勒米的时区为UTC+01:00、UTC+02:00（夏令时）。

## 行政
勒米的邮政编码为02270，INSEE市镇编码为02638。

## 政治
勒米所属的省级选区为马尔勒县。

## 人口

1962-2008年间人口变化图示

勒米于2022年1月1日时的人口数量为240人。